# Trachyoribates dimorphichaites
Trachyoribates dimorphichaites är en kvalsterart som först beskrevs av Higgins 1996.  Trachyoribates dimorphichaites ingår i släktet Trachyoribates och familjen Haplozetidae. Inga underarter finns listade i Catalogue of Life.